# Diopeithes barnesi
Diopeithes barnesi är en fjärilsart som beskrevs av Sergius G. Kiriakoff 1958. Diopeithes barnesi ingår i släktet Diopeithes och familjen tandspinnare. Inga underarter finns listade i Catalogue of Life.